# Département de Ñorquín
Le département de Ñorquín est une des 16 subdivisions de la province de Neuquén, en Argentine. Son chef-lieu est la ville de El Huecú.
Le département a une superficie de 5 545 km2. Sa population s'élevait à 4 628 habitants en 2001. Selon les estimations de l'INDEC argentin, il comptait 5 652 habitants en 2005.

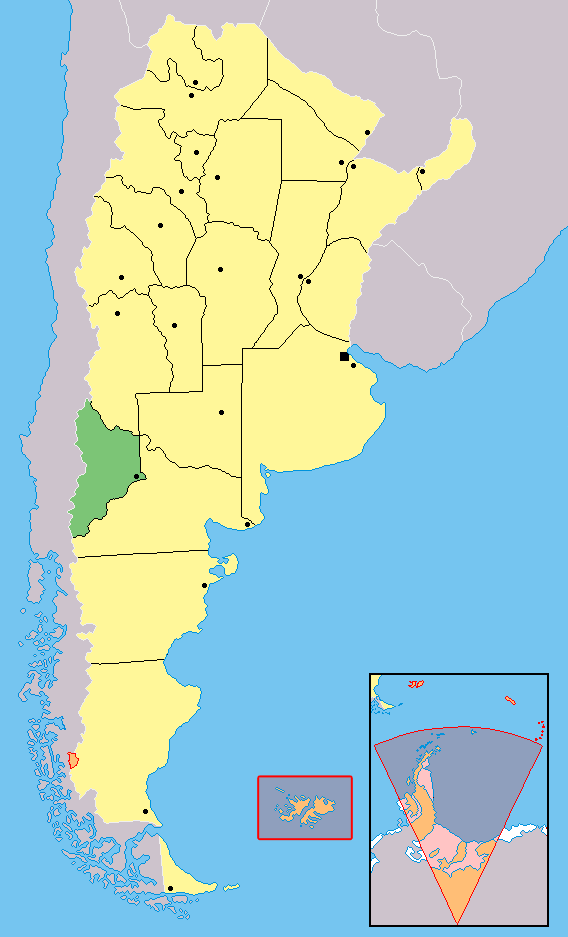
Localisation de la province de Neuquén en Argentine